# Cuiry-lès-Iviers

Cuiry-lès-Iviers este o comună în departamentul Ain, Franța. În 1 ianuarie 2022 avea o populație de 26 de locuitori.